# Oreodytes septentrionalis
Oreodytes septentrionalis är en skalbaggsart som först beskrevs av Leonard Gyllenhaal 1826.  Oreodytes septentrionalis ingår i släktet Oreodytes och familjen dykare. Arten är reproducerande i Sverige. Inga underarter finns listade i Catalogue of Life.